# Konkelbank

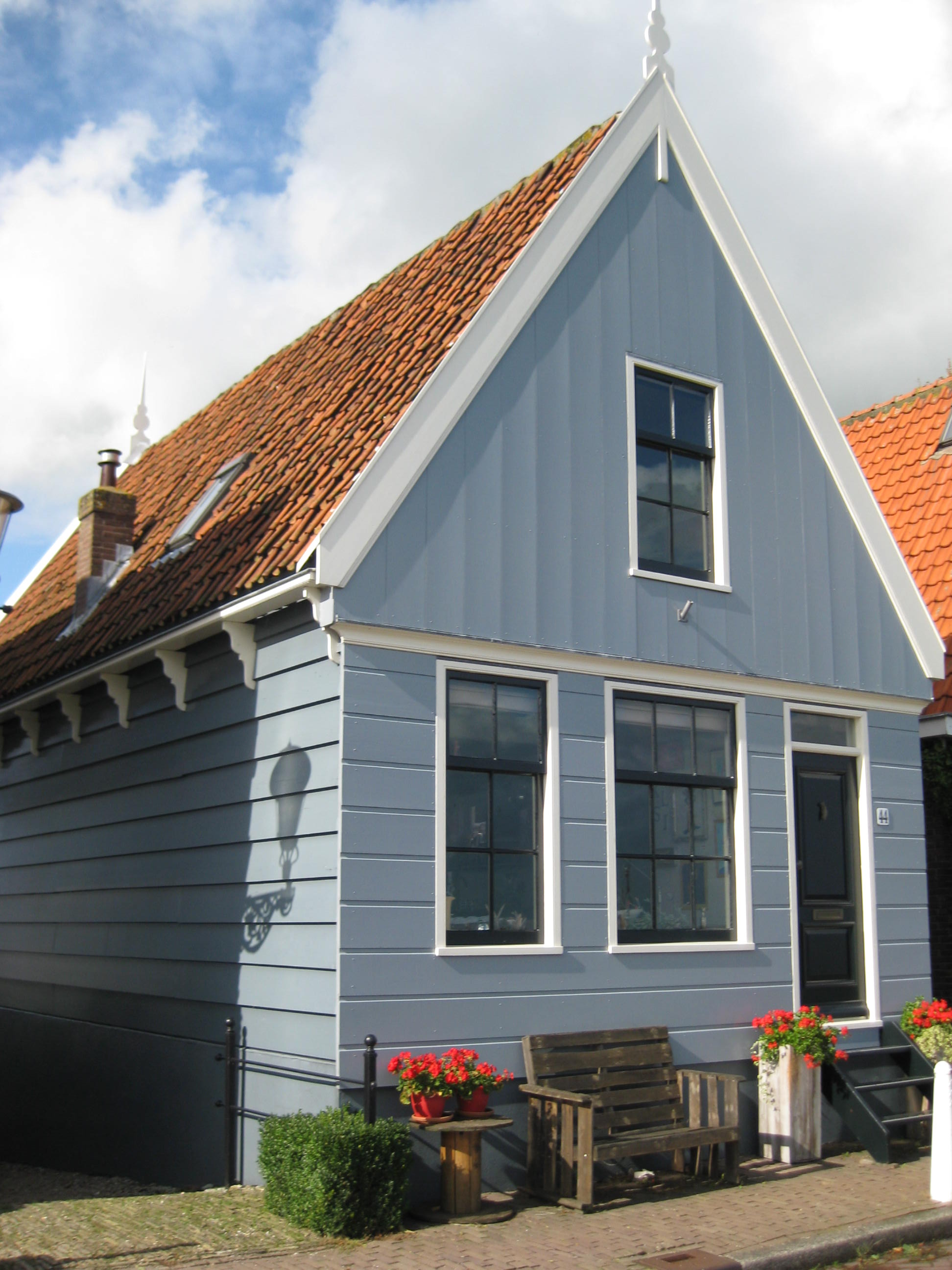
Durgerdam

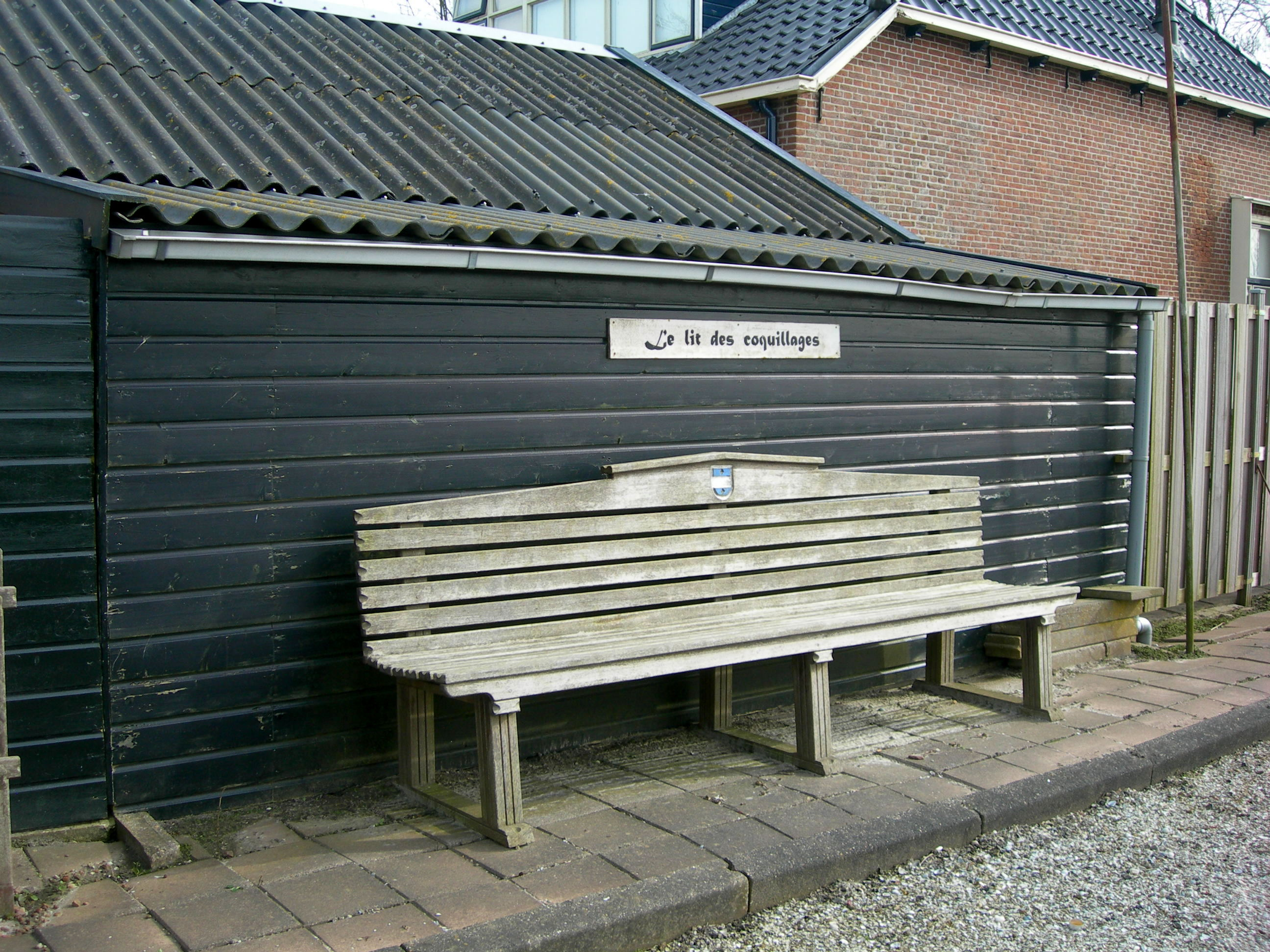
Een konkelbank in de Friese Wouden

Een konkelbank is in West-Friesland een bankje dat bevestigd was aan de voorgevel van een huis. Hier konden mensen op 'konkelen' of roddelen, men kon de buurt in de gaten houden.
Het bankje bestaat in Monnickendam uit een afgeronde plank die aan de ene kant vast aan de voorgevel zit en aan de voorzijde voorzien is van een vaak met houtsnijwerk gedecoreerde poot. Deze voorkant liet zien of de bewoner rijk of arm was; hoe exclusiever de poot, des te bemiddelder de eigenaar. In Durgerdam ziet men vooral losstaande banken van verschillende modellen.

## Afbeeldingen

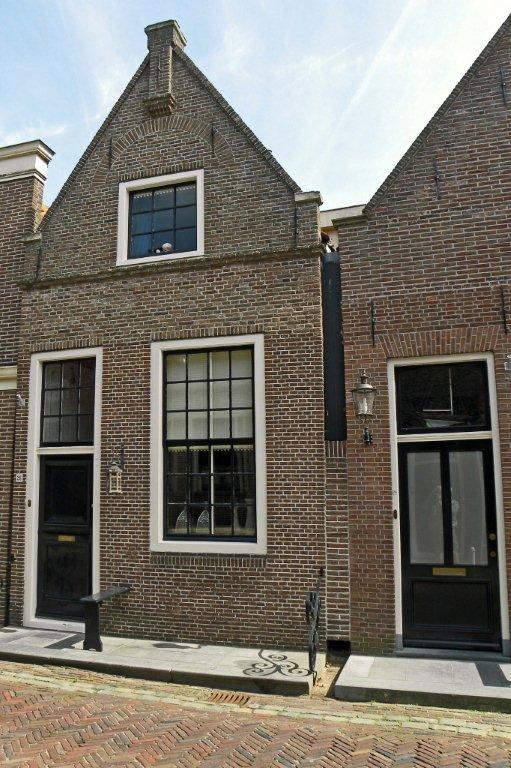
In Monnickendam
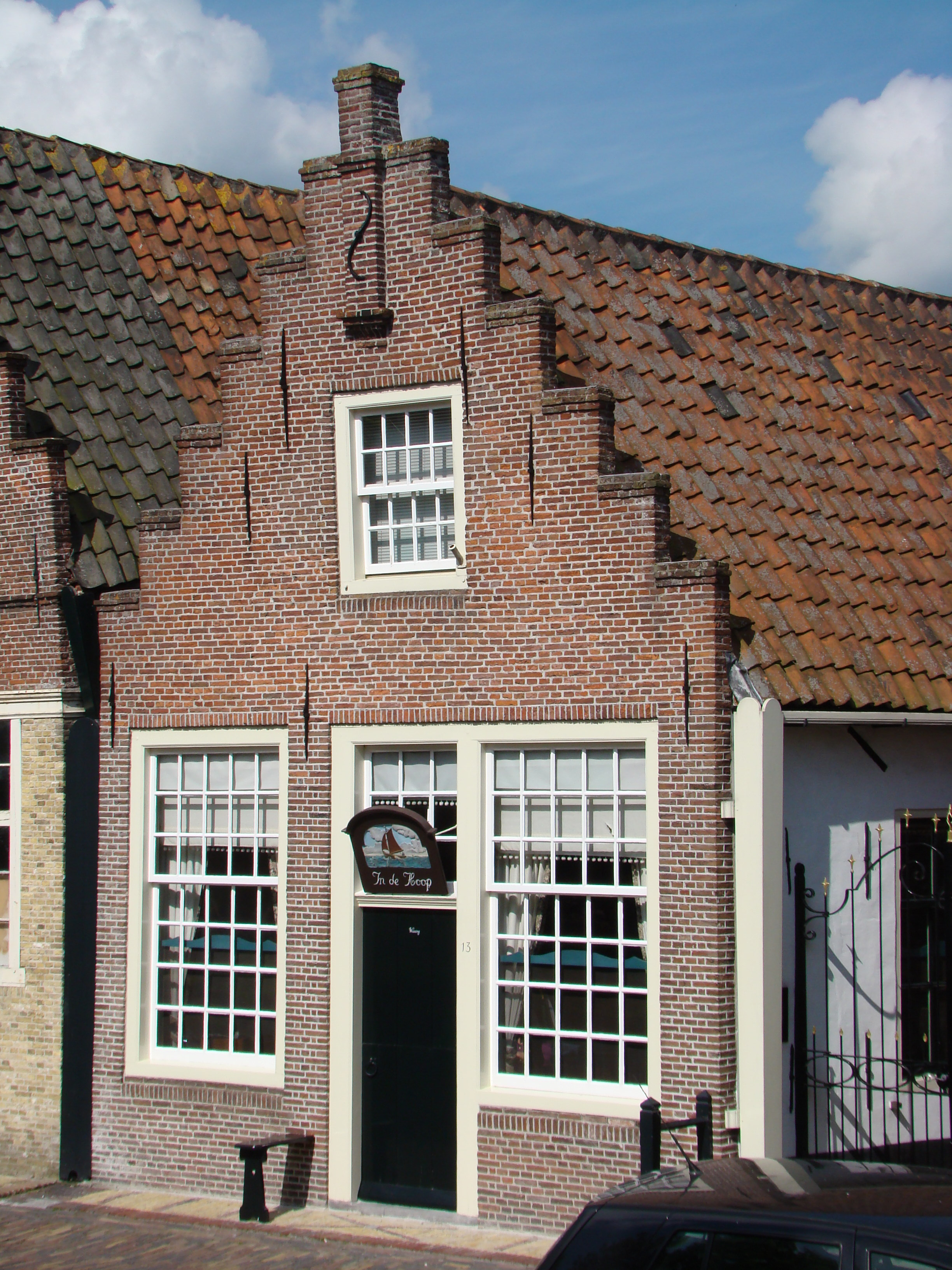
In Monnickendam
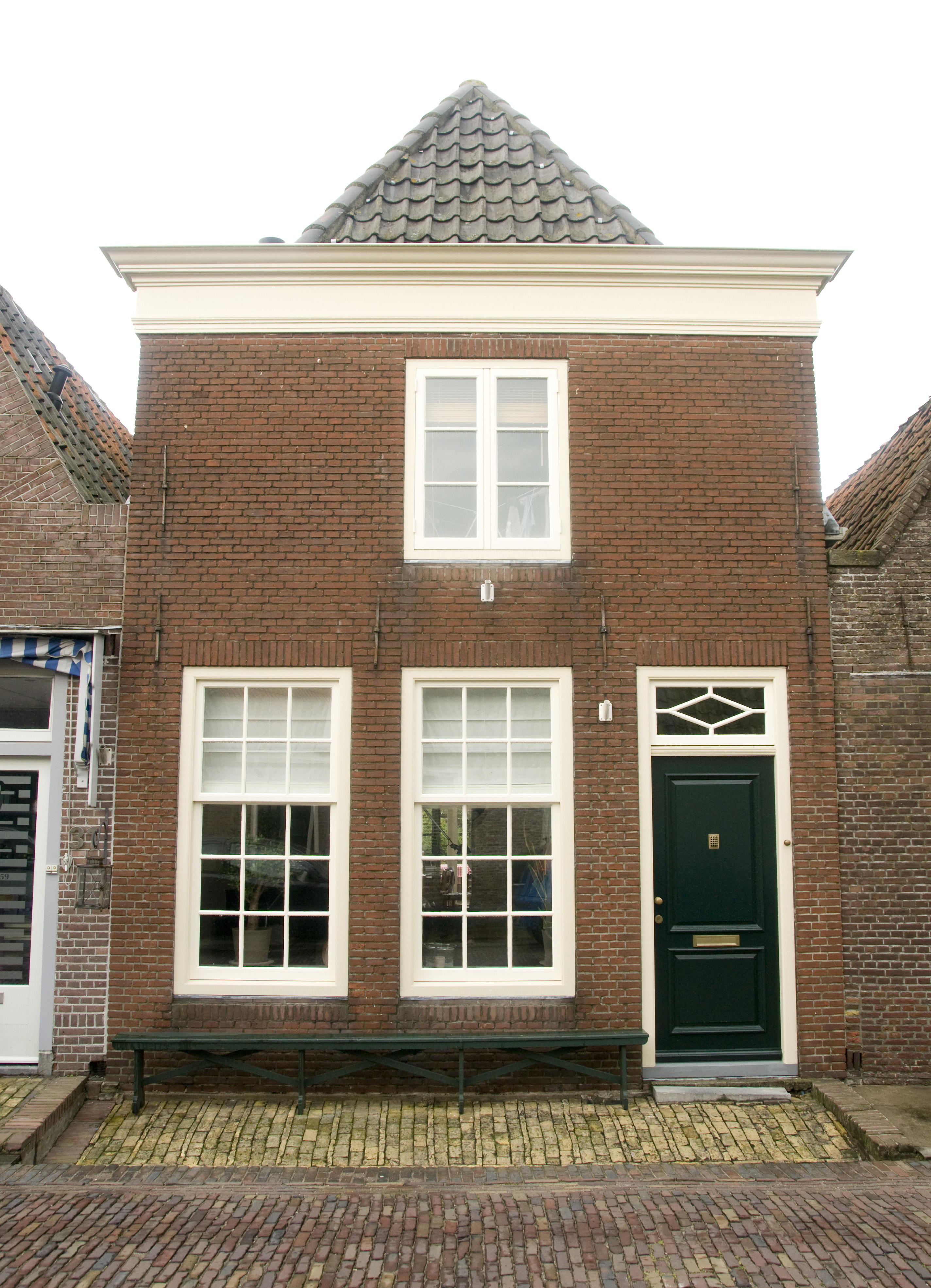
In Monnickendam
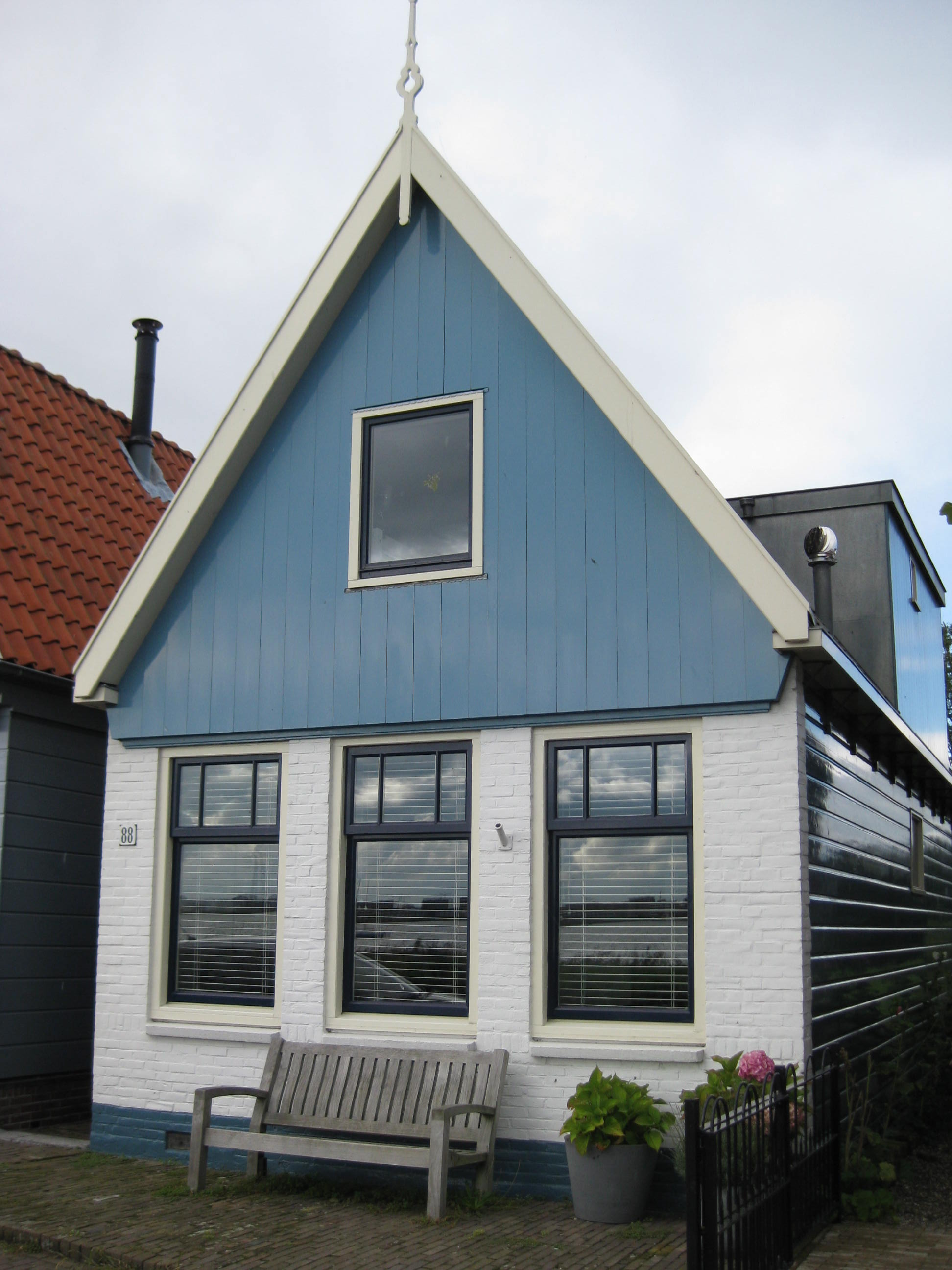
Durgerdam
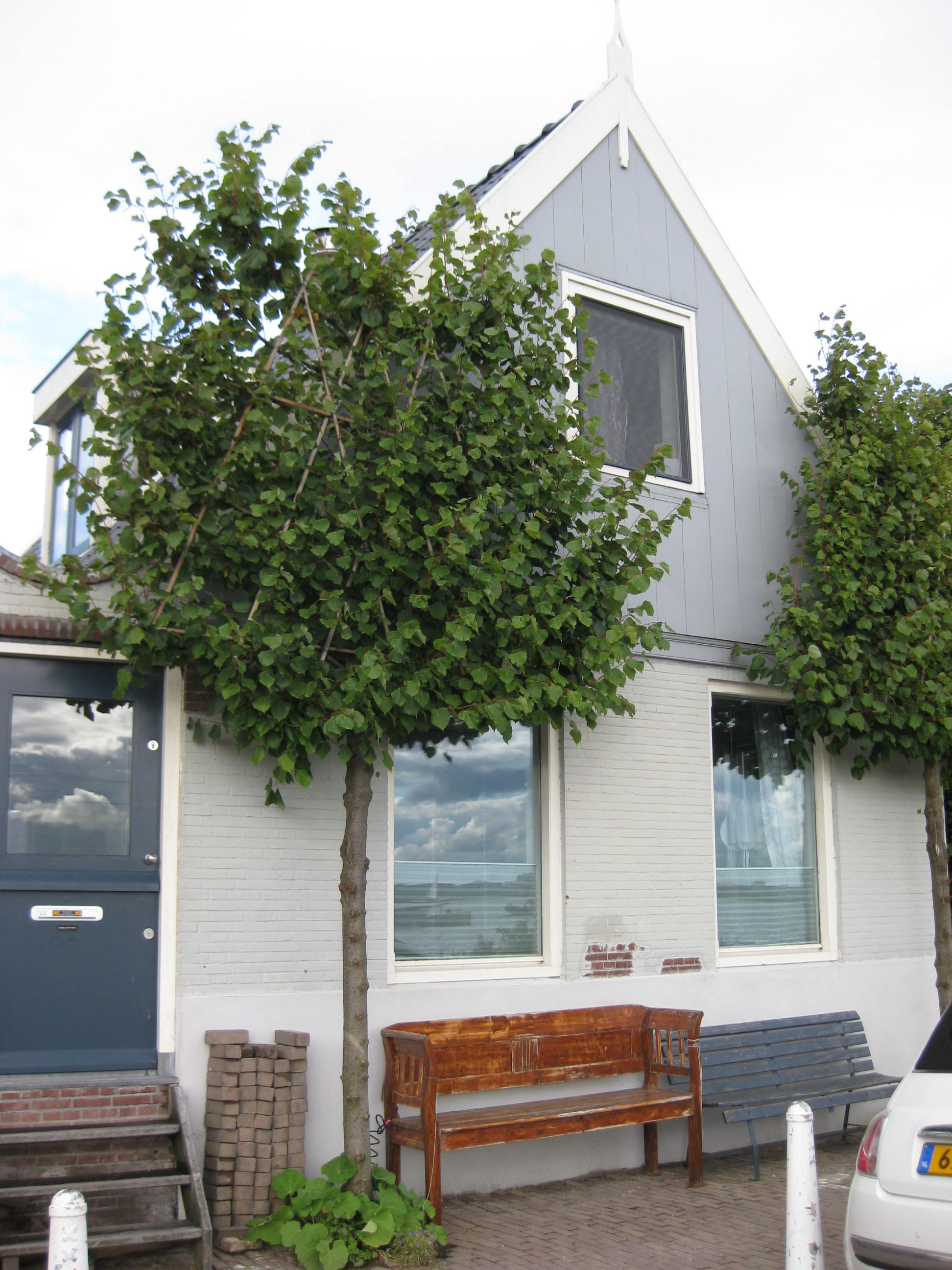
Durgerdam
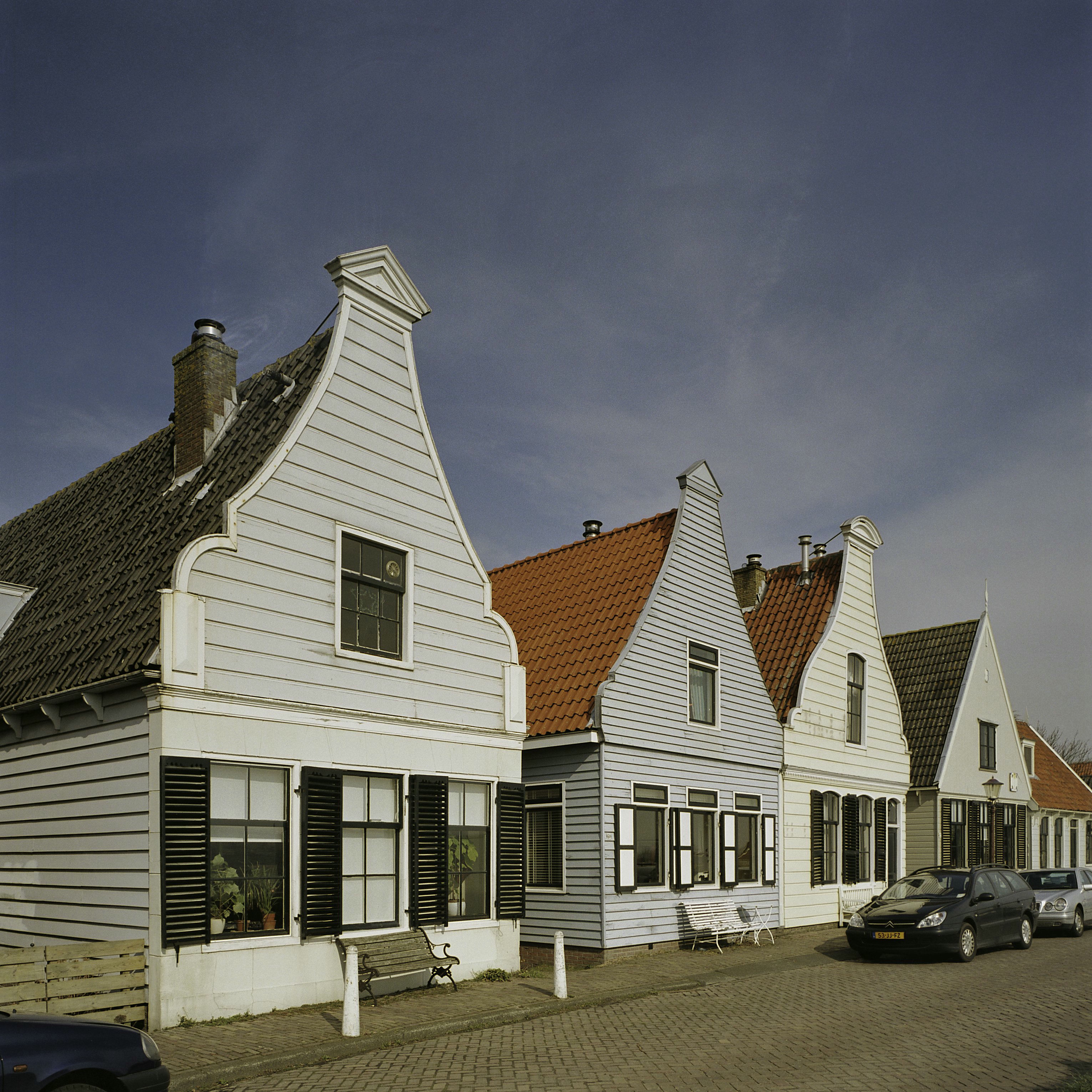
Durgerdam